# Eslanda Goode Robeson

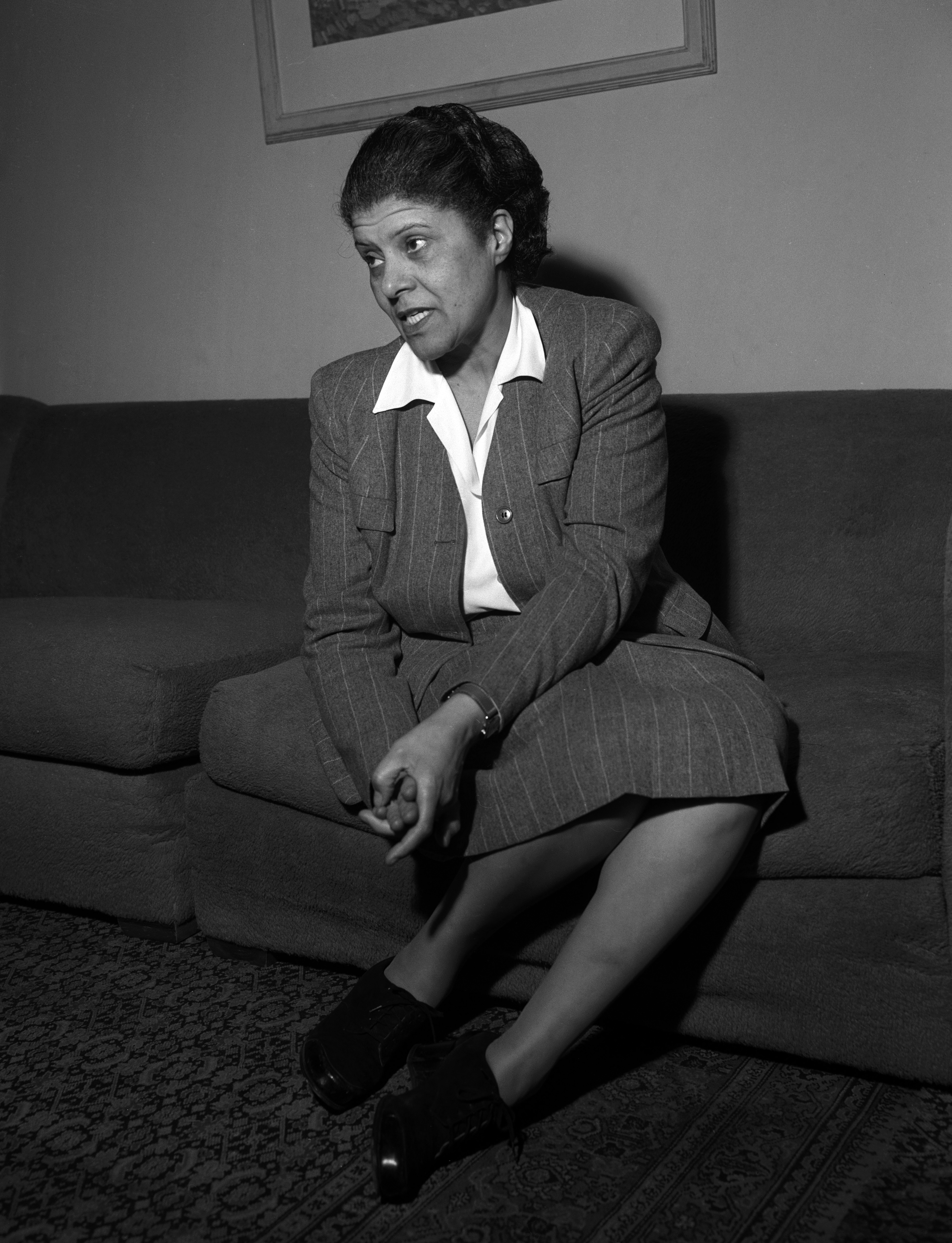
Eslanda Goode Robeson (um 1947)

Eslanda („Essie“) Cardozo Goode Robeson (* 15. Dezember 1895 in Washington, D.C.; † 13. Dezember 1965 in  New York City) war eine US-amerikanische Anthropologin, Autorin, Schauspielerin und Bürgerrechtlerin. Sie beschäftigte sich vor allem mit der afroamerikanischen Minderheit in den Vereinigten Staaten und mit den Problemen Afrikas. Zudem war sie die Frau, Managerin und Karriereförderin des Sängers und Schauspielers Paul Robeson.

## Leben

### Frühe Jahre und Heirat
Eslanda Cardozo Goode wurde 1895 in Washington, DC als einzige Tochter und jüngstes von drei Kindern geboren. Ihr Urgroßvater väterlicherseits war ein sephardischer Jude, der im 17. Jahrhundert aus Spanien vertrieben wurde.:43–54 Ihr Großvater war der erste schwarze Finanzminister von South Carolina Francis Lewis Cardozo. Ihr Vater John Goode war Anwaltsgehilfe im Kriegsministerium und studierte später Rechtswissenschaften an der Howard University.
Robeson schrieb sich an der University of Illinois ein und erlangte später einen Bachelor of Science in Chemie an der Columbia University in New York. An der Columbia begann sie, sich politisch für die Rechte der Schwarzen einzusetzen. Anschließend arbeitete sie am New York-Presbyterian Hospital und wurde bald die leitende Histologin der chirurgischen Pathologie. Sie war die erste Schwarze in einer solchen Position.:43–54
Eslanda und Paul Robeson lernten sich 1920 bei der Sommer School der Columbia kennen und heirateten im folgenden Jahr. Eslanda Robeson gab ihren Wunsch, Medizin zu studieren, auf und unterstützte fortan ihren Mann als Managerin. Paul Robeson sah seien Frau in einem Interview als treibende Kraft seiner Karriere als Sänger und Schauspieler: „[...] ich wollte nie [Schauspieler werden]. Ich sagte nur ja, damit sie aufhörte, mich zu bedrängen.“ Eslanda arbeitete bis 1925 im Krankenhaus, dann nahm ihre Arbeit für ihren Mann immer mehr Raum ein und sie musste aufhören. In den folgenden Jahren lebte das Paar in Harlem, London und Frankreich.
1927 bekam das Paar sein einziges Kind Paul Robeson Jr. während einer Tournee durch Europa. Doch die Ehe der Robesons war schwierig. Eslanda litt unter den Affären ihres Mannes:93 mit der Designerin Freda Diamond:100 und den Schauspielerinnen Fredi Washington:100 und Peggy Ashcroft:178 Robeson langjährige Beziehung zu Yolanda Jackson führte schließlich dazu, dass Eslanda Robeson in eine Scheidung einwilligte.:182f Trotzdem kam es nie zu einer Scheidung. Eslanda beschloss, „über Pauls Affären zu stehen“, bei ihm zu bleiben aber ihre eigene Karriere zu verfolgen.
In den späten 1920er-Jahren beschloss Robeson, eine Biografie zu schreiben. Sie erschien 1930 unter dem Titel: Paul Robeson, Negro. Robeson selbst war darüber sehr verärgert.:169 Er glaubte, sie habe ihm Wörter in den Mund gelegt und beschreibe ihn als faul und unreif.:172f. Der New Yorker Kritiker Harry Hanson lobte das Buch hingegen als inspirierend und hebt hervor, dass es mit viel Wissen und tiefem Stolz geschrieben wurde. Er empfahl, dass das weiße Amerika das Buch lesen solle. W. E. B. Du Bois listete es in der Kategorie:  „Muss man gelesen haben“ im NAACP-Magazin The Crisis. Es gab aber auch negative Stimmen. Stark Young nannte es in der New Republic „biografischen Müll“.
Eslanda Robinson begann selbst als Schauspielerin zu arbeiten. Sie spielte die Rolle der Adah im Film Borderline von Kenneth MacPherson und spielte noch in zwei weiteren Filmen mit. In ihrem Tagebuch notierte sie: „Kenneth und H.D. brachten Paul und mich immer wieder so sehr zum Lachen mit ihren naiven Vorstellungen von Schwarzen, dass unser Make-Up durch die Tränen zerstört wurde und es neu gemacht werden musste.“

### Studium der Anthropologie
1931 lebten die Robesons in London und hatten sich zunehmend entfremdet. Eslanda schrieb sich an der London School of Economics in Anthropologie ein und schloss das Studium 1937 erfolgreich ab.  In England lernte sie viel über Afrika und reiste 1936 erstmals nach Süd- und Ostafrika. 1938 kehrten die Robesons in die Vereinigten Staaten zurück. Drei Jahre später zogen sie nach Enfield auf die Farm "The Beeches".  Eslanda Robeson wurde 1946 in Anthropologie am Hartford Seminary promoviert. Auf Grundlage ihrer Tagebücher schrieb sie ihr zweites Buch African Journey im gleichen Jahr. Es war das erste Buch einer Schwarzen über Afrika und bot damit erstmals einen anderen Blick auf den Kontinent.
In der Schriftstellerin Pearl Buck hatte Eslanda eine wichtige Fürsprecherin gefunden und die beiden arbeiteten gemeinsam weiter. 1949 wurde ihr Buch American Argument veröffentlicht, in dem Eslanda Robeson über die Gesellschaft, Politik, Geschlechterrollen und Rassenbeziehungen redete. 

### Im kalten Krieg
Mit dem Kalten Krieg änderte sich die Situation der Robesons dramatisch. Das Paar hatte die Sowjetunion erstmals 1934 besucht und war beeindruckt von dem fehlenden Rassismus. Sie teilten die Haltung des Kommunismus zu Rassismus, Kolonialisierung und Imperialismus. Sie akzeptierten auch die politischen Säuberungen von Stalins Großem Terror ohne dagegen zu protestieren. Trotzdem halfen sie Eslandas Bruder Francis 1938 bei der Flucht. Ihr Bruder John war bereits im Jahr zuvor aus der Sowjetunion zurückgekehrt und auch Paul Jr. verließ die Eliteschule in Moskau.:306
1941 gründeten Eslanda und Paul Robeson mit anderen einflussreichen schwarzen Bürgerrechtlern das Council on African Affairs. Als Mitglied sprach Eslanda Robeson immer wieder über ihre Kritik an dem westlichen Kolonialismus, der schwarze Menschen zum politischen und wirtschaftlichen Vorteil unterjoche.

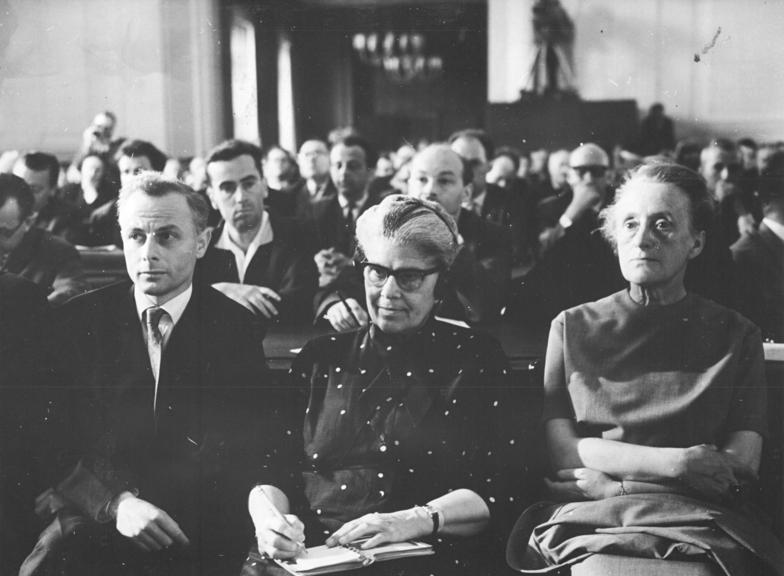
Robeson (Mitte) verfolgt den Prozess gegen Hans Globke, 1963

In der McCarthy-Ära wurden die Robesons zum Ziel antikommunistischer Verfolgung. Sein Pass wurde eingezogen und die Karriere kam zum Stillstand. Das Einkommen der Familie sank dramatisch und das Haus in Connecticut musste verkauft werden. Am 17. Juli 1953 mussten sowohl Eslanda als auch Paul Robeson vor dem Senat aussagen. Als man sie danach fragte, ob sie Kommunistin sei, zückte sie den 5. Zusatzartikel zur Verfassung der Vereinigten Staaten und stellte die Legitimität der Verfahrens in Frage. Auch ihr Reisepass wurde bis zu einer Revision der Entscheidung im Jahr 1958 eingezogen. Robeson kämpfte als Mitglied des Council of African Affairs weiterhin für eine Dekolonisation Afrikas und schrieb als UN-Korrespondentin für die pro-sowjetische New World Review.
Nach der Rückgabe der Pässe an die Robesons floh die Familie nach London und in die Sowjetunion. Eslanda reiste noch einmal nach Afrika. wo sie 1958 an der ersten postkolonialen All-African Peoples’ Conference in Ghana teilnahm. 1963 diagnostizierte man Brustkrebs bei ihr. Sie ging in die Vereinigten Staaten zurück und starb 1965 in New York.

## Schriften
- Paul Robeson, Negro.  Harper Brothers, New York 1930 (Digitalisat)
- African Journey, John Day Co., 1945
- mit Pearl S. Buck: American Argument, John Day Co., 1949

## Filmographie
- 1930: Borderline
- 1937: Jericho
- 1937: Big Fella

## Ehrungen
- Clara-Zetkin-Medaille der DDR